# The Tramp Dentists
The Tramp Dentists è un cortometraggio del 1913 diretto da Allen Curtis. Prodotto e distribuito dall'Universal Film Manufacturing Company, il film uscì in sala il 29 ottobre 1913.